# Bronchite cronica
La  bronchite cronica è una malattia dei polmoni molto comune e debilitante, caratterizzata da una produzione eccessiva di muco delle ghiandole che viene espulsa dall'organismo e si accompagna a una tosse continua. Solitamente è solo una parte di una sindrome più complessa: la broncopneumopatia cronica ostruttiva o BPCO.
Si definisce cronica quando le manifestazioni tipiche (tosse ed espettorazione del muco) sono continuative in un lasso minimo di tempo specifico (almeno 3 mesi in un anno, per almeno due anni consecutivi).

## Epidemiologia
Colpisce prevalentemente i fumatori, dalla seconda alla quarta decade. I dati in letteratura sono scarsi, condotti quasi esclusivamente per comprendere la diffusione della BPCO.

## Eziologia
L'assunzione continua di fumo di sigaretta comporta un fattore di rischio notevole, mentre un'altra causa rilevata è la continua esposizione ad inquinanti aerei. Nel decorso della bronchite cronica possono manifestarsi riacutizzazioni dovute ad infezioni batteriche o virali.

## Clinica

### Segni e sintomi
I sintomi e i segni clinici presentano tosse specialmente al mattino, dispnea da sforzo, dolore toracico, cianosi, ostruzione delle vie aeree e infine insufficienza respiratoria. L'aumento delle resistenze vascolari a livello dei polmoni (legato in buona parte alla vasocostrizione conseguente all'ipossia e all'ipercapnia) porta ad un aumento del postcarico del ventricolo destro del cuore; ciò può comportare, nel corso degli anni, lo sviluppo di una condizione patologica nota come cuore polmonare. L'espettorato di muco normalmente prodotto è pari a 10 ml, solitamente deglutito.

### Esami di laboratorio e strumentali
Mentre la diagnosi viene effettuata semplicemente dalla continuità degli episodi caratteristici, gli esami più comuni sono quelli ematochimici (analisi del sangue), da cui si evince l'infiammazione in atto, e la radiografia del torace.

## Trattamento
La terapia consiste nella somministrazione di antibiotici, broncodilatatori. Corticosteroidi possono essere d'aiuto.